# 上海市位育实验学校
上海市位育实验学校（原名上海市长乐学校）是位于上海市徐汇区的一所公立九年一贯制实验学校。

## 历史沿革
学校的前身是私立上海江西高级职业学校暨初级中学附属小学，1932年由江西旅沪同乡会创办。学校校舍在抗日战争中被毁，校董会后于1941年在蒲石路（今长乐路）购地重建校舍，并更名为“江西中学附属小学校”。中华人民共和国成立后，学校于1956年在社会主义改造中由私立改为公立。1958年被上海市教育局定为九年一贯制试点学校，迁往东湖路。1962年学校中学部又迁往小木桥路，小学部则留在东湖路原址。
1993年原东湖路校舍拆除，1995年由徐汇区人民政府建立新校，定名为“上海市长乐学校”，由宋日昌为新校题写校名。
2013年4月，徐汇区教育局将长乐学校重组为新的九年一贯制实验学校，并更名为“上海市位育实验学校”。位育初级中学校长龙世明兼任学校校长。学校与位育初中实行统一领导与管理，其初中阶段教学模式也与位育初中并轨。